# César Puello
César David Puello Santana (La Romana, 1º aprile 1991) è un giocatore di baseball dominicano, esterno per i New York Mets della Major League Baseball (MLB).

## Minor League
Puello firmò come free agent amatoriale nel 2008 con i New York Mets. Nello stesso anno iniziò nella Gulf Coast League rookie con i GCL Mets, finì con .305 alla battuta, 17 RBI e 24 punti (run: in inglese) in 40 partite. Nel 2009 passò nella Appalachian League rookie con i Kingsport Mets, finì con .296 alla battuta, 23 RBI e 37 punti in 49 partite.
Nel 2010 passò nella South Atlantic League singolo A con i Savannah Sand Gnats, finì con .292 alla battuta, 34 RBI e 80 punti in 109 partite. Nel 2011 passò nella Florida State League singolo A avanzato con i St. Lucie Mets, chiuse con .259 alla battuta, 50 RBI e 67 punti in 117 partite.
Nel 2012 con i St. Lucie Mets finì con .260 alla battuta, 21 RBI e 36 punti in 66 partite. Nel 2013 passò nella Eastern League doppio A con i Binghamton Mets finendo con .326 alla battuta, 73 RBI e 63 punti in 91 partite.
Il 5 agosto 2013 venne sospeso per 50 partite per uso illecito di sostanze non regolamentari.

## Major League
Puello debuttò nella MLB il 9 agosto 2017 con i Los Angeles Angels, contro i Baltimore Orioles; quella fu anche l'unica partita disputata dal giocatore con la squadra. Il 19 agosto fu preso in squadra dai Tampa Bay Rays, concludendo con essa la stagione avendo partecipato a 16 partite. Free agent dal 6 novembre, il 9 gennaio 2018 firmò con gli Arizona Diamondbacks. Venne svincolato dalla squadra il 1º agosto e il 3 agosto firmò con i San Francisco Giants. Di nuovo free agent a stagione conclusa, il 26 novembre Puello firmò un contratto con i Los Angeles Angels.
Il 19 giugno 2019, gli Angels scambiarono Puello con i Miami Marlins. Divenne free agent il 24 ottobre 2019.
L'11 febbraio 2020, Puello firmò un contratto di minor league con i Boston Red Sox. Rinnovò con la franchigia l'11 dicembre dello stesso anno per la stagione successiva, sempre con un contratto di minor league. Venne svincolato il 3 giugno, dopo aver disputato 15 partite nella Tripla-A.
L'8 giugno 2021, Puello firmò un contratto di minor league con i New York Mets.

## Vittorie e premi
- Mid-Season All-Star della Eastern League (2013)
- Giocatore della settimana della Eastern League (10/06/2013)